# Шербан, Андрей
Андрей Шербан (рум. Andrei Şerban; род. 21 июня 1943, Бухарест) — румынский и американский театральный режиссёр.

## Биография
Отец — фотограф, мать — школьный преподаватель. Окончил Институт театра и кино в Бухаресте (1961—1968). Его студенческая постановка «Юлия Цезаря» Шекспира в стиле театра кабуки (1968) вызвала скандал. В 1969 году по стипендии Фонда Форда и при поддержке Эллен Стюарт переехал в США. Занимался в Париже в Международном центре театральных исследований у Питера Брука (1971). Поставил Медею (1971) и Фрагменты греческой трилогии (1974) по трем трагедиям Еврипида в экспериментальном театре Э.Стюарт Ла МаМа.
Работал во многих крупных театрах США, Европы, Японии. В 1990—1993 возглавлял Национальный театр в Бухаресте. Ставит драматические и оперные спектакли.

## Избранные постановки
- Электра Еврипида, 1973
- Лисистрата Аристофана
- Король-олень Гоцци
- Галантные Индии Жана Филиппа Рамо (1999)
- Сганарель (1982) и Скупой (1988) Мольера
- Гамлет (2000), Венецианский купец, Укрощение строптивой, Двенадцатая ночь, Перикл Шекспира
- Фиделио Бетховена (1986)
- Пуритане (1983) и Норма (1985) Беллини
- Лючия ди Ламмермур Доницетти (1995)
- Вишневый сад (1977, 1992), Дядя Ваня (1979) и Три сестры (1983) Чехова
- Сельская честь Масканьи
- Паяцы Леонкавалло
- Вертер Массне (2005)
- Турандот Пуччини (1984)
- Евгений Онегин Чайковского (1979)
- Князь Игорь Бородина
- Король Убю Жарри (1970)
- Мастер и Маргарита, по Булгакову (1983)
- Огненный ангел Прокофьева (1990)
- Добрый человек из Сезуана Брехта (1975)
- Счастливые деньки Беккета
- Можжевельник Филипа Гласса
- Чистые Сары Кейн
- Иванов Чехова , 2012

## Автобиография
- O biografie. Iaşi: Polirom, 2006

## Признание
- Большой крест ордена Звезды Румынии (2008 год)[2].
- Великий офицер ордена Звезды Румынии (2000 год)[3].
- Почётный гражданин Бухареста (14 ноября 2019 года)[4].
- Премии Оби.
- Тони.
- Эмми.
- Премия Национальной Академии за исключительные достижения в румынской культуре (1999 год).
- Стипендия Гуггенхайма (1976 год)[5].